# منطقه گنداره

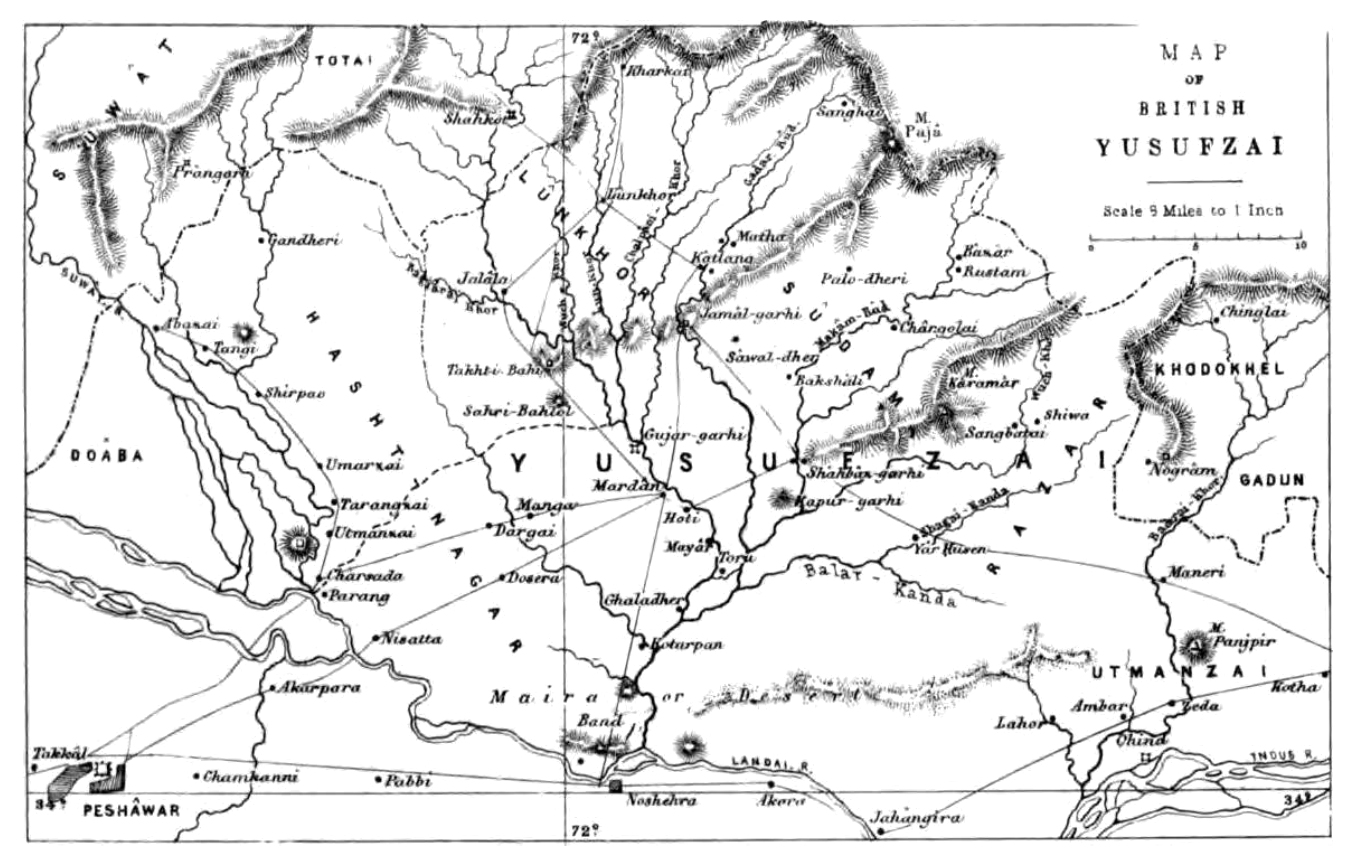
نقشه مربوط به قرن ۱۹ میلادی از گنداره شمالی.

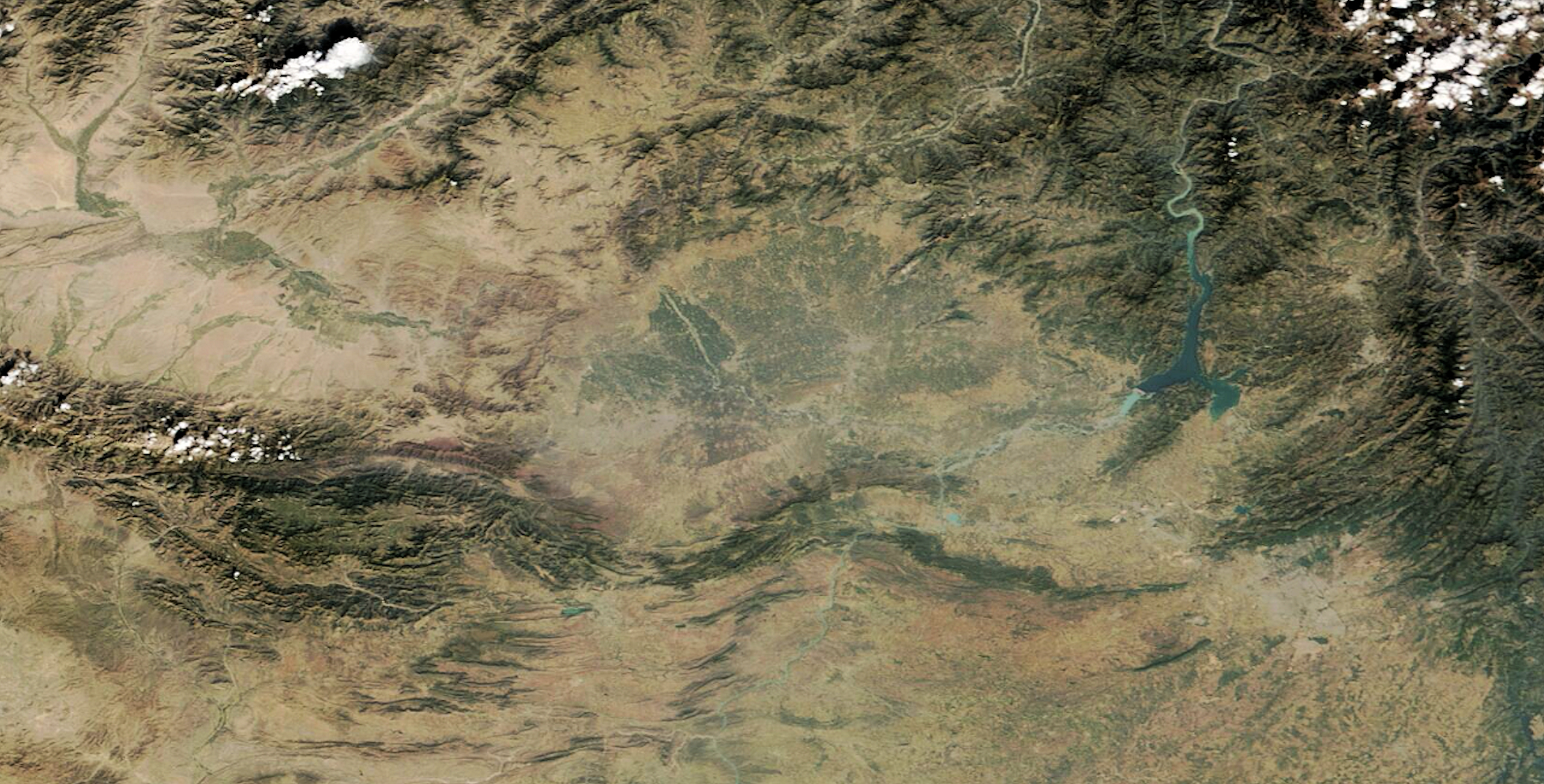
یک تصویر ماهواره ای از منطقه گنداره (در اکتبر ۲۰۲۰).

گَنداره (به فارسی باستان: گـَداره(Gadāra)𐎥𐎭𐎠𐎼) یا گندهارا (Gandhara). دانشنامهٔ ایرانیکا: GANDHĀRA. نوشتهٔ Willem Vogelsang</ref> محل گنداره در راستای رود سند، پیرامون شهرهای تاکسیلا و پوشکَلَواتی (چارسده امروزی) در شمال خاوری پیشاور پاکستان قرار داشت. نام گنداره نخست در ریگ‌ودا ذکر شده و پس از آن در آتارواودا. پانینی، زبان‌شناس هندی که خود احتمالاً از اهالی گنداره بوده نیز از این منطقه نام برده و آن را یکی از استان‌های اصلی هند دانسته‌است. در منابع ایرانی، نام گنداره نخستین بار در سنگ‌نبشته بیستون داریوش بزرگ و به عنوان یکی از استان‌های شاهنشاهی ایران آمده‌است. به نام گنداره در سدهٔ یازدهم پس از میلاد نیز توسط ابوریحان بیرونی اشاره شده و وی شهر وِیْهِند (احتمالاً آوند امروزی نزدیک به اَتُک) را پایتخت گنداره ذکر کرده‌است. نام گنداره در منابع کلاسیک بعدی برای اشاره به دره رود کابل استفاده شد. گنداره گاه با سرزمین قندهار اشتباه گرفته می‌شود.
پس از یورش یونانیانِ باختر (۲۵۰ پ. م-۱۳۰ پ. م) به گنداره و شبه‌قارهٔ هند و تشکیل دولت یونانی هند (۱۸۰ پ.م. -۱۰ پ. م) در آنجا، هنر یونانی با هنر بودایی درهم تلفیق شده و هنر گنداره را به وجود آورد، که نمونه آن در پایگاه باستان‌شناسی هَده در جنوب جلال‌آباد (گندارهٔ عصر بودایی) قابل مشاهده‌است. در سال ۴۷ میلادی گندفر از پادشاهی سورن، سکاهای شمالی را از گنداره اخراج کرد.

## نگارخانه

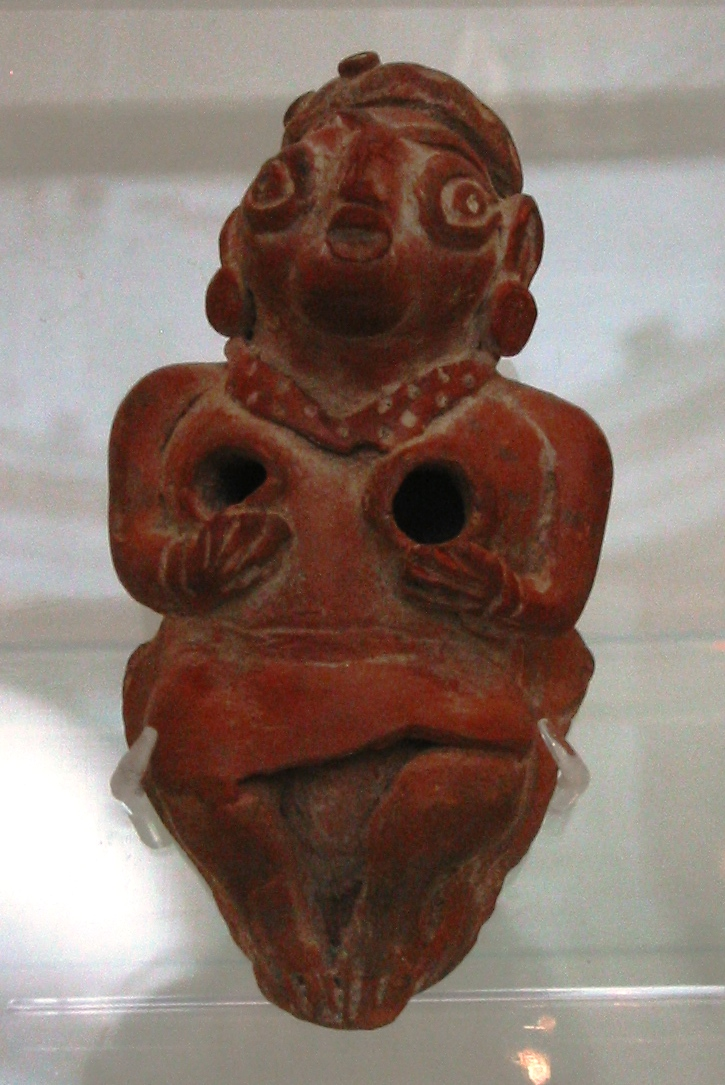
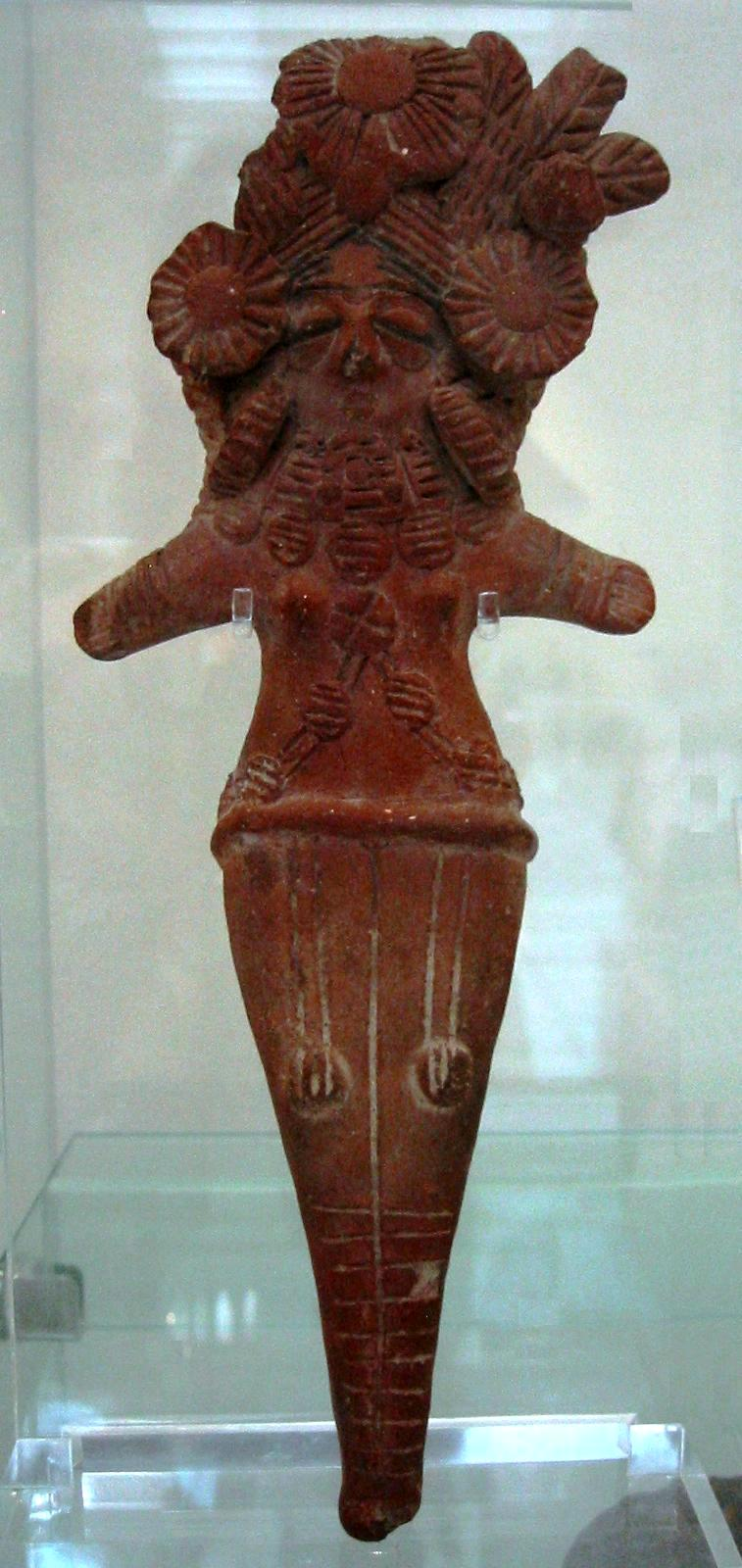
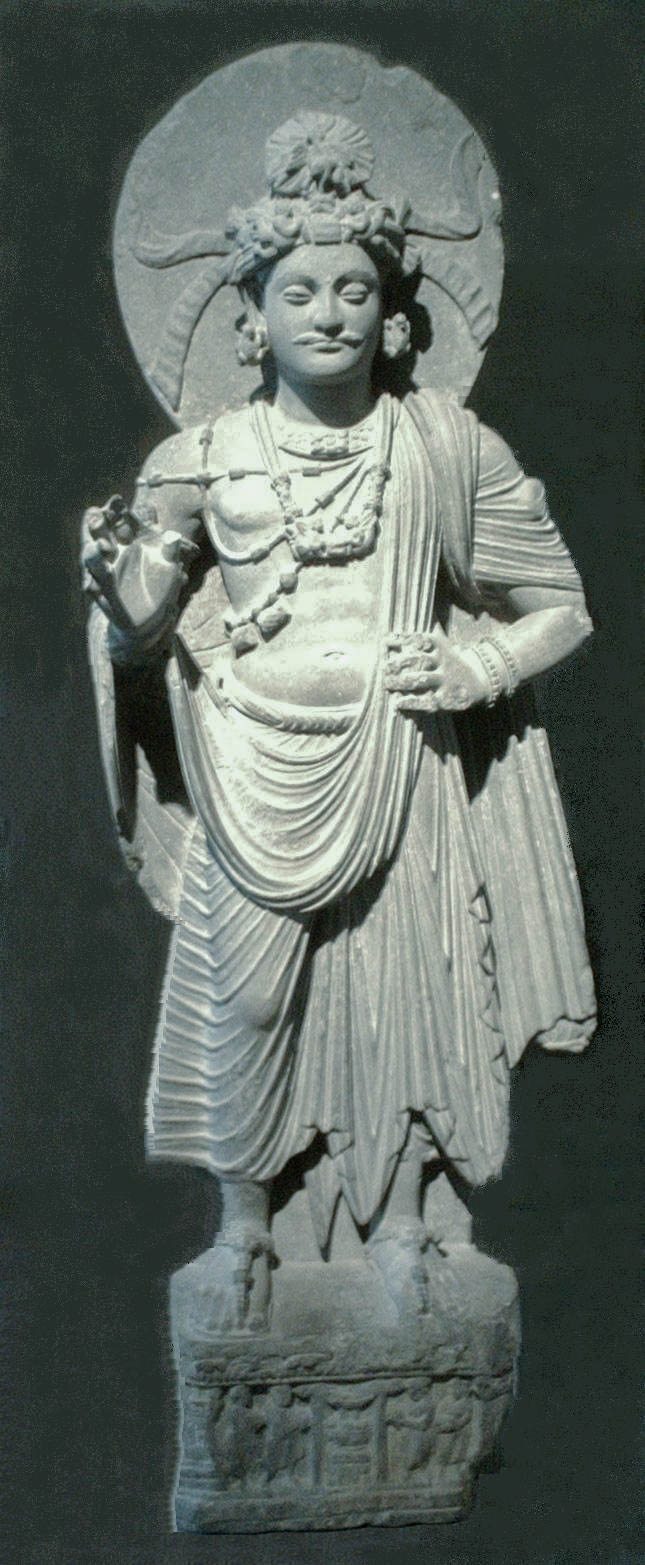
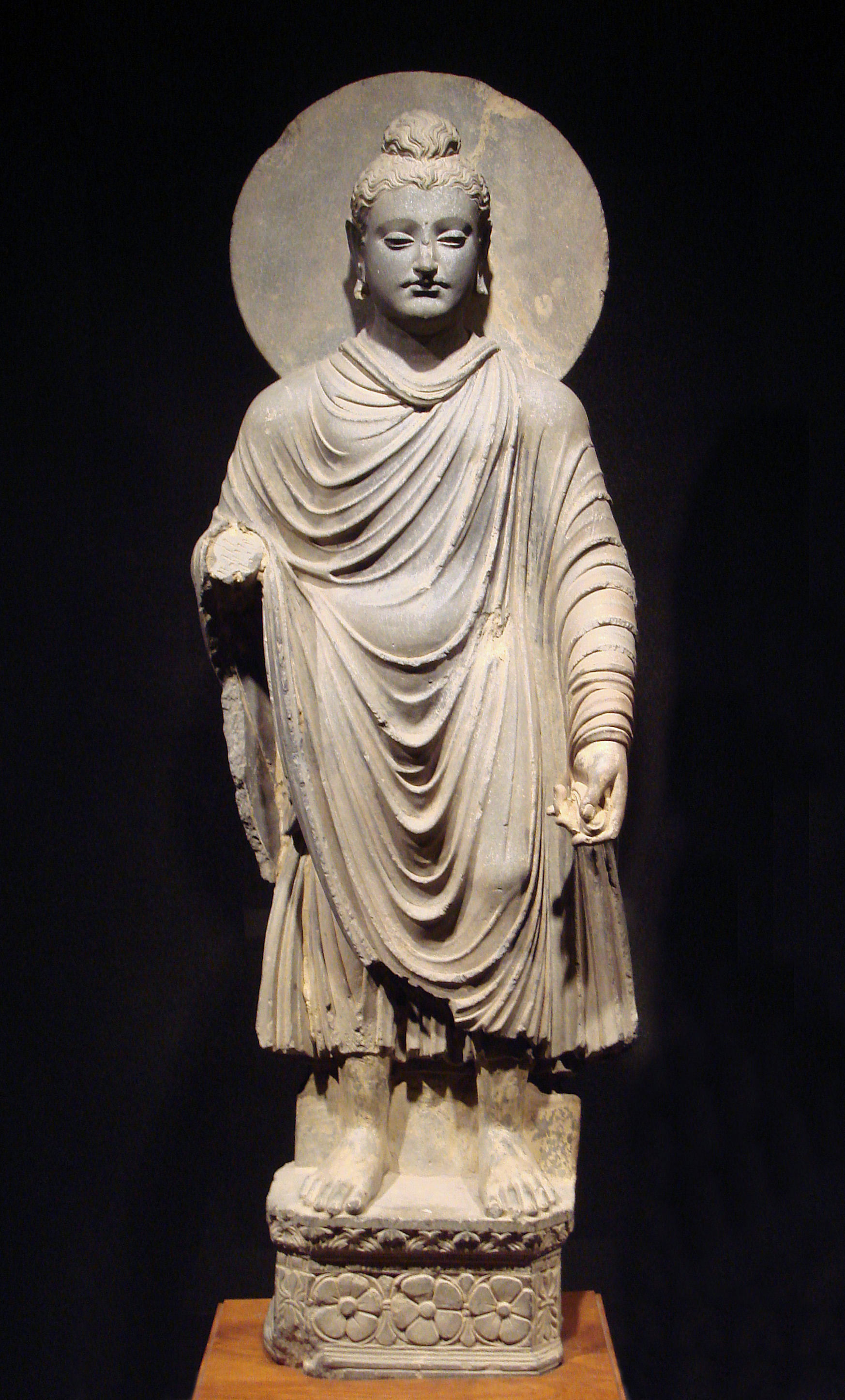
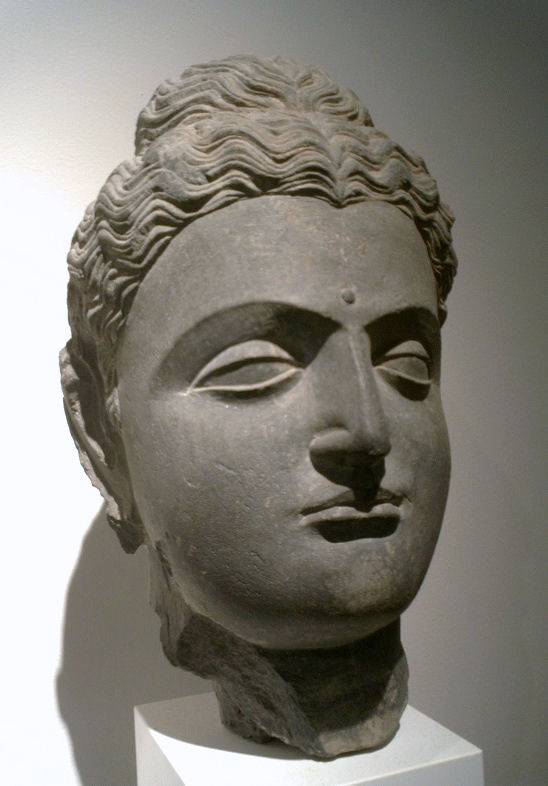
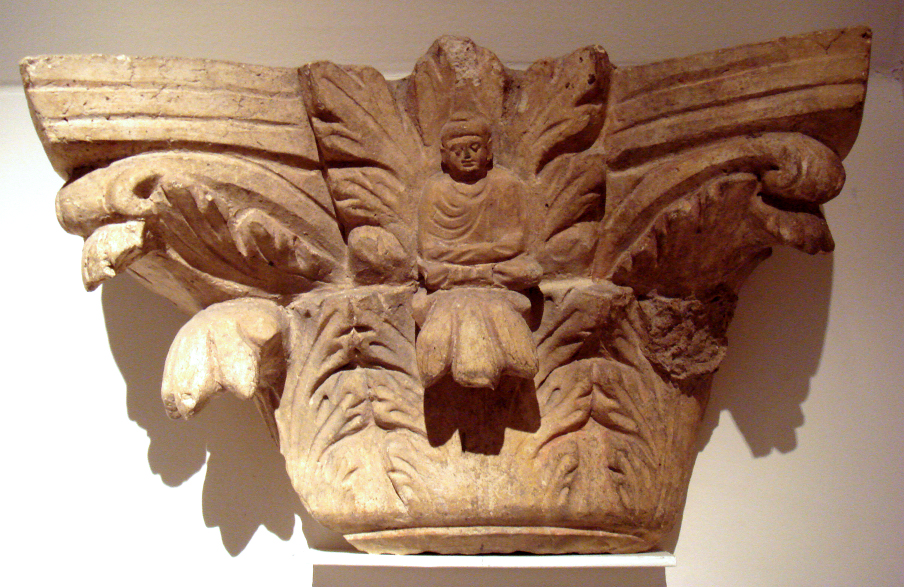
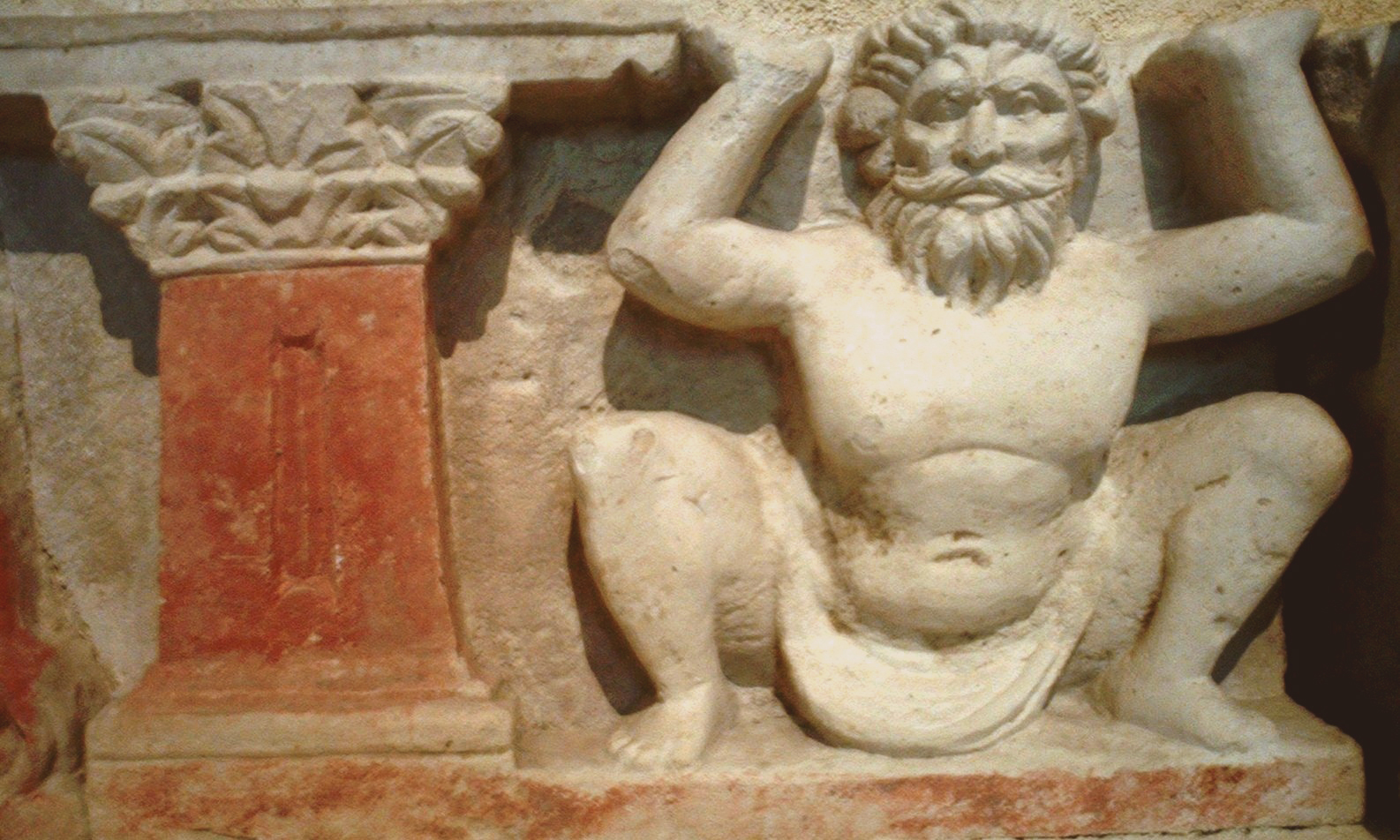
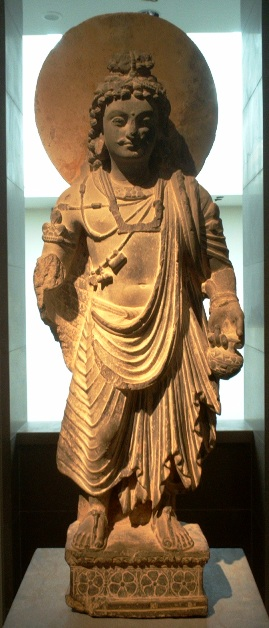
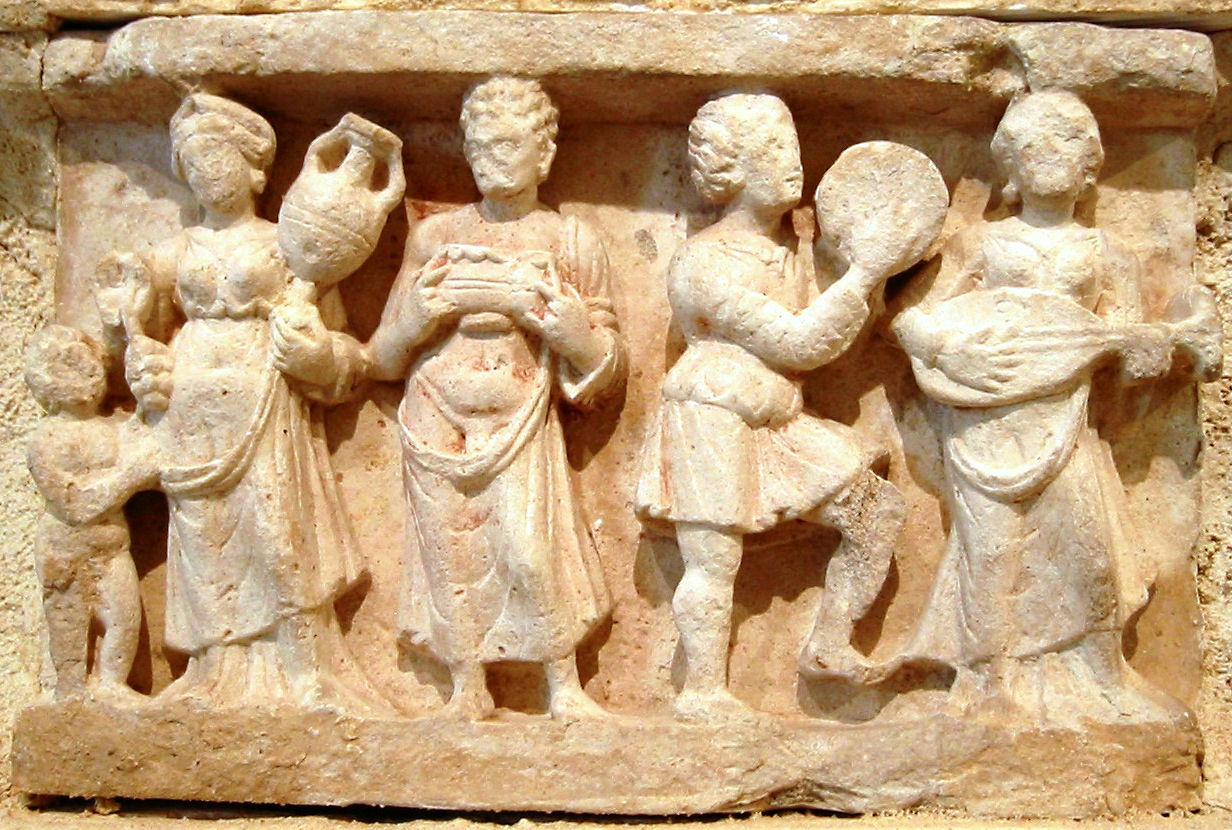
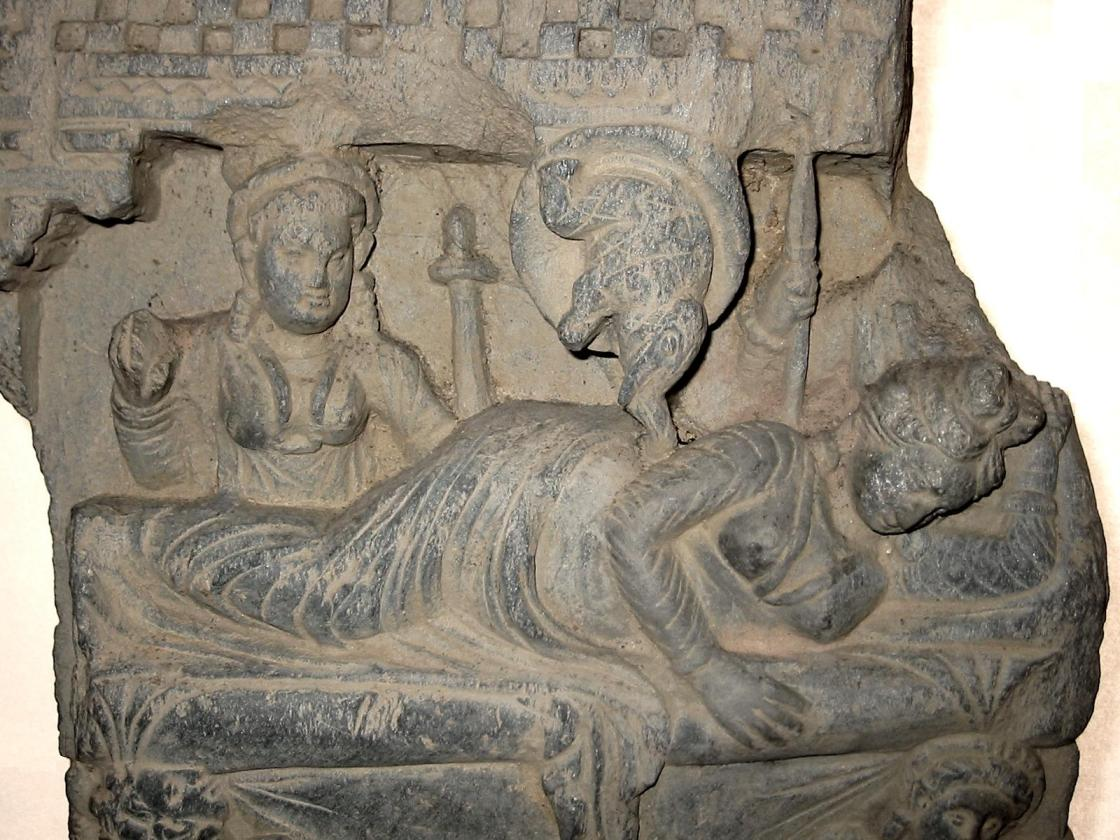
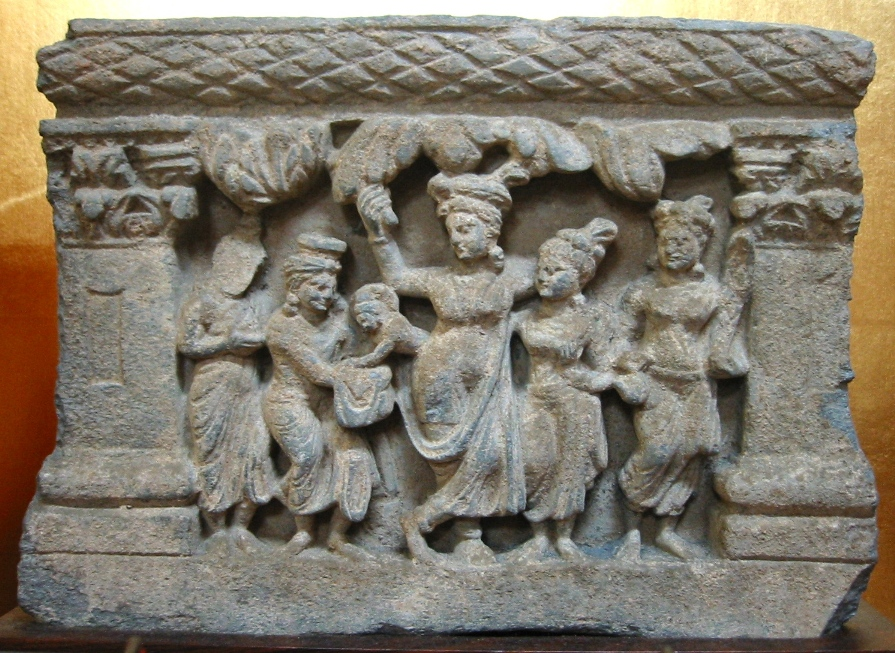
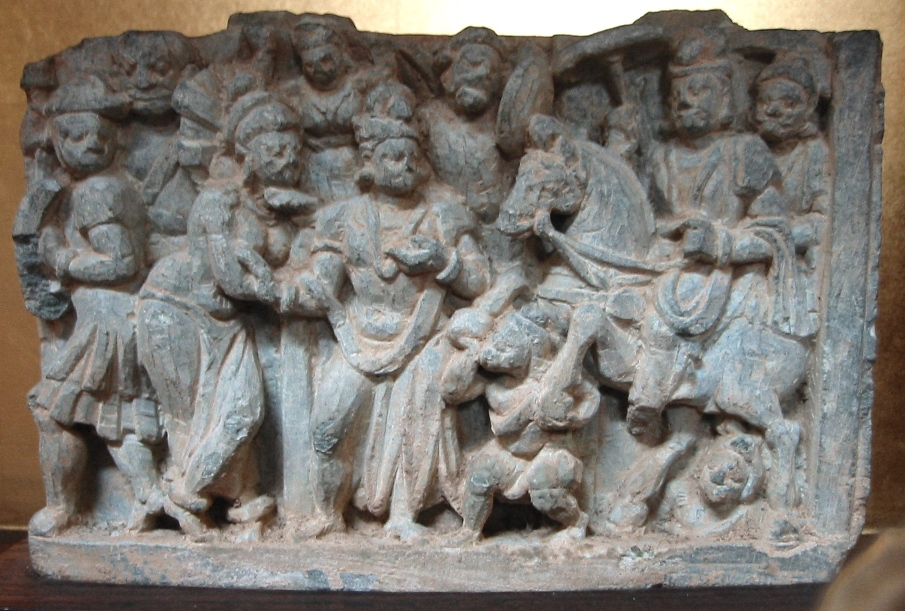
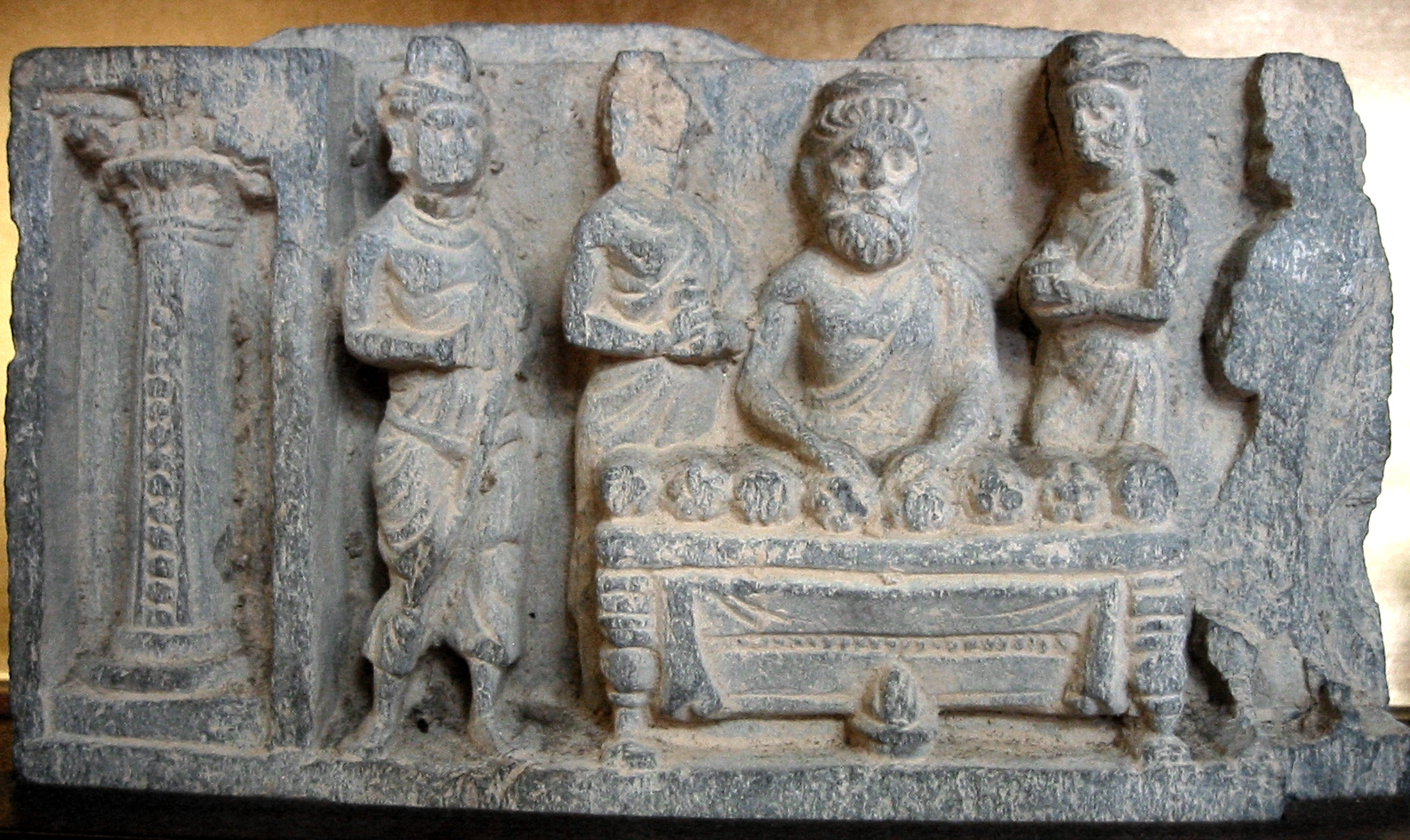
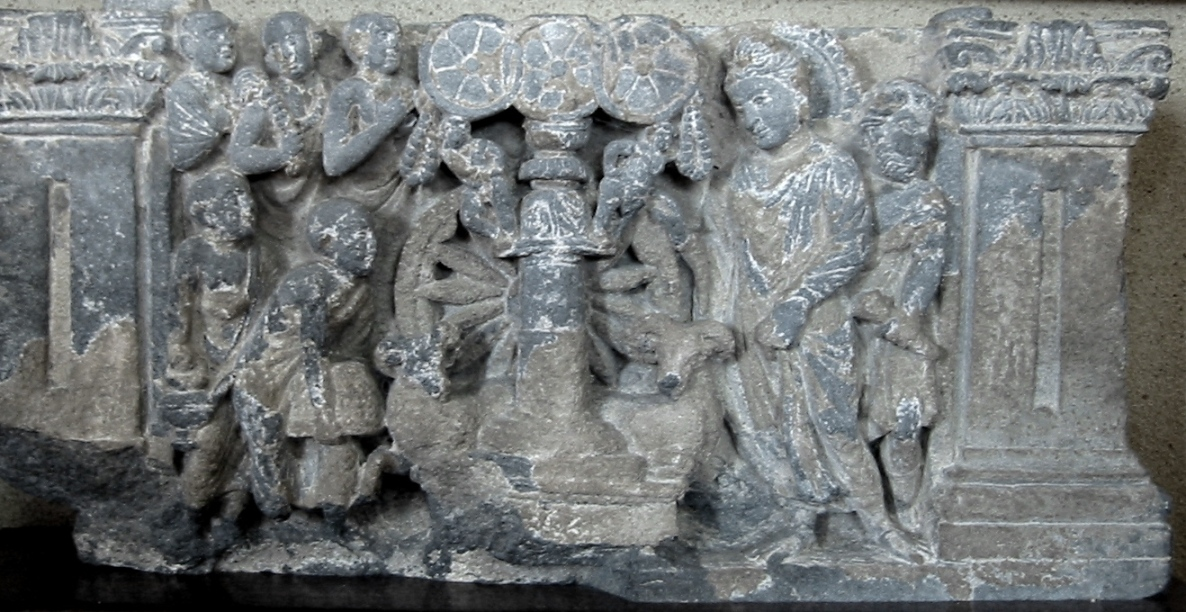
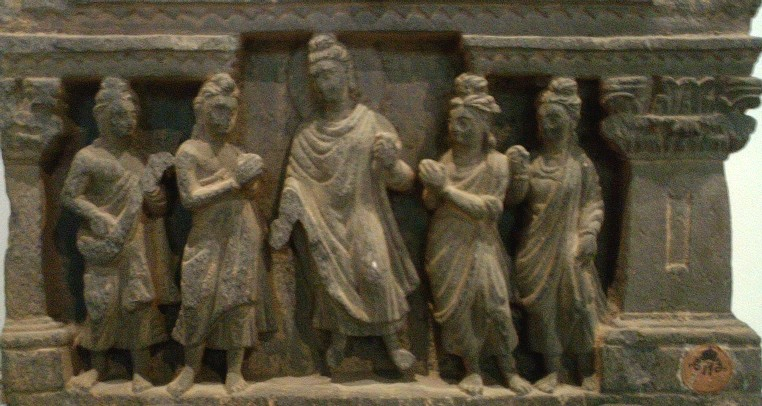
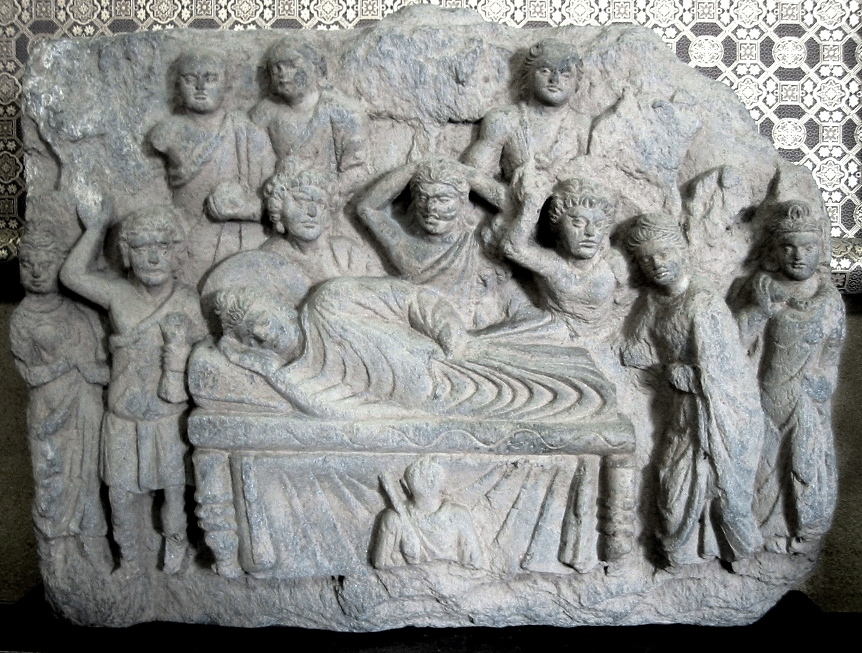
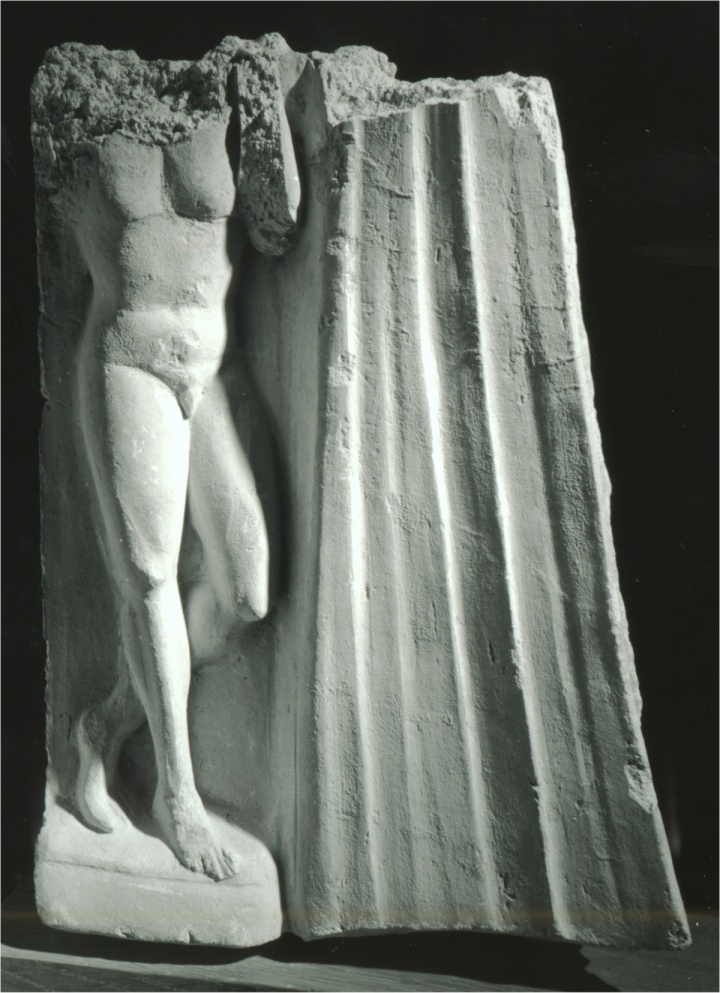
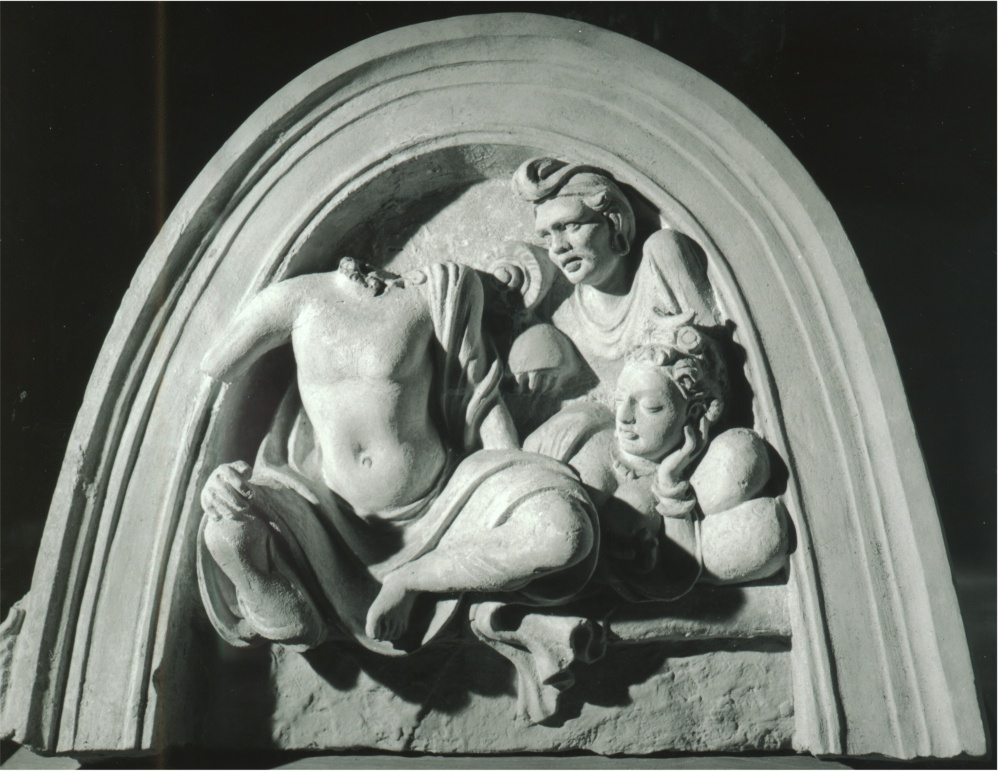
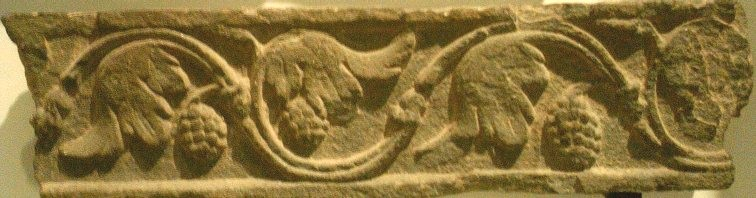
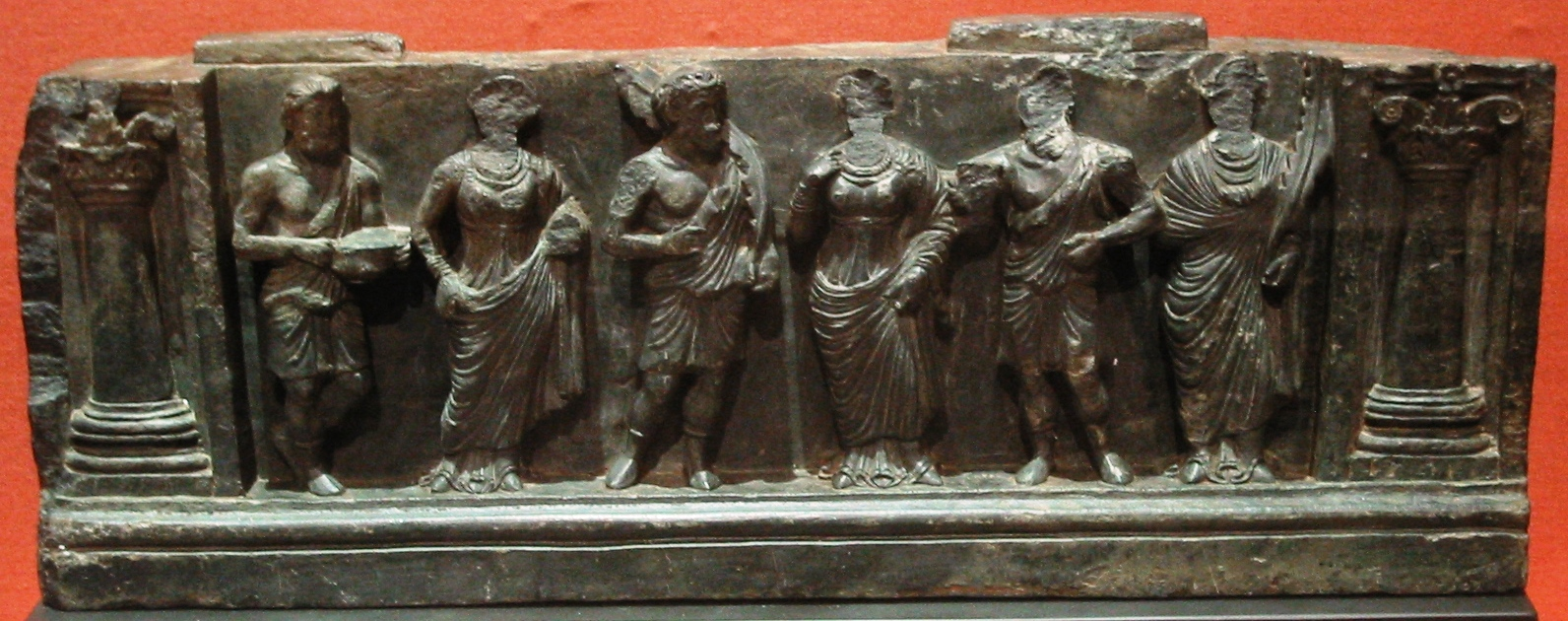
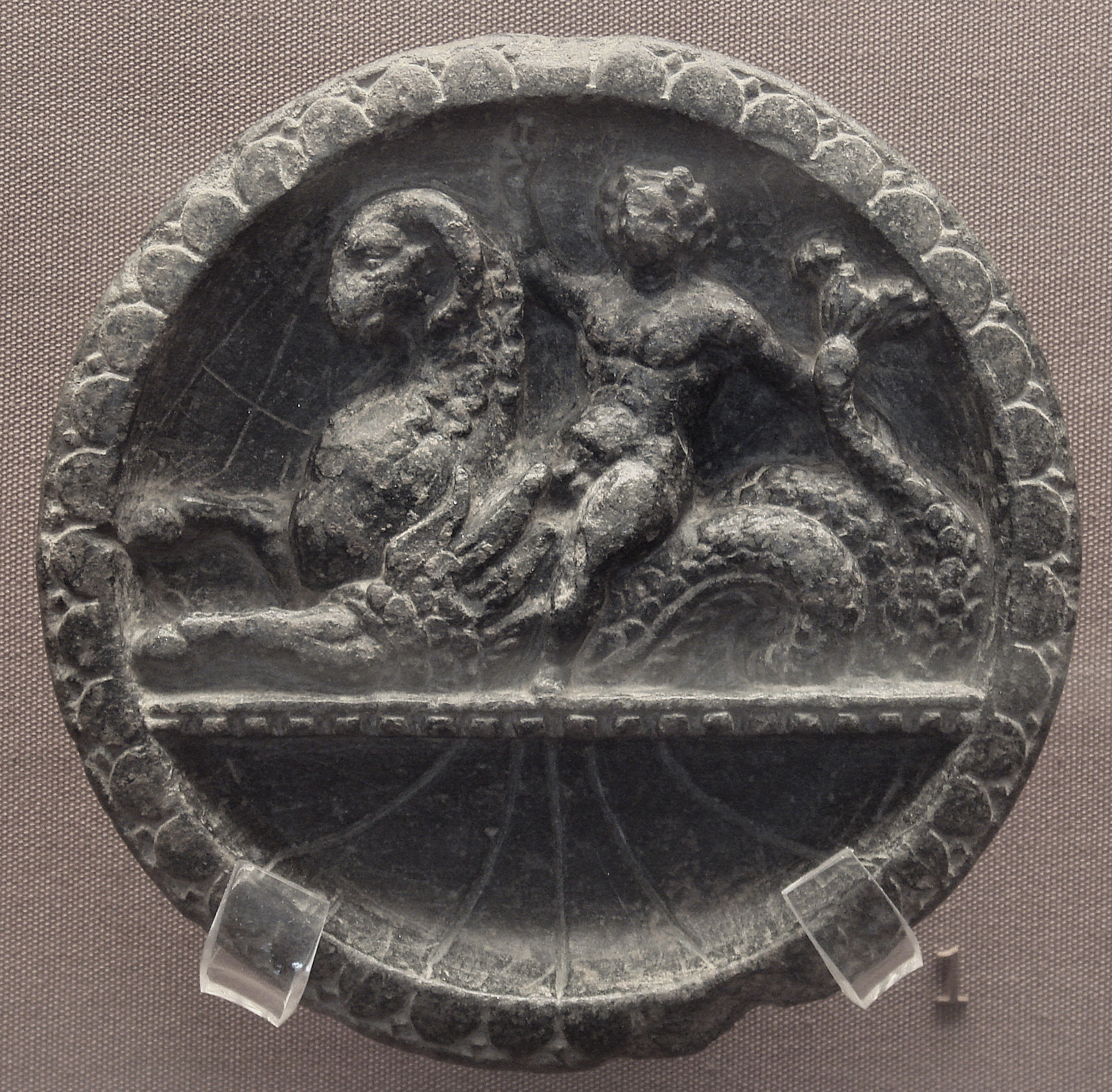
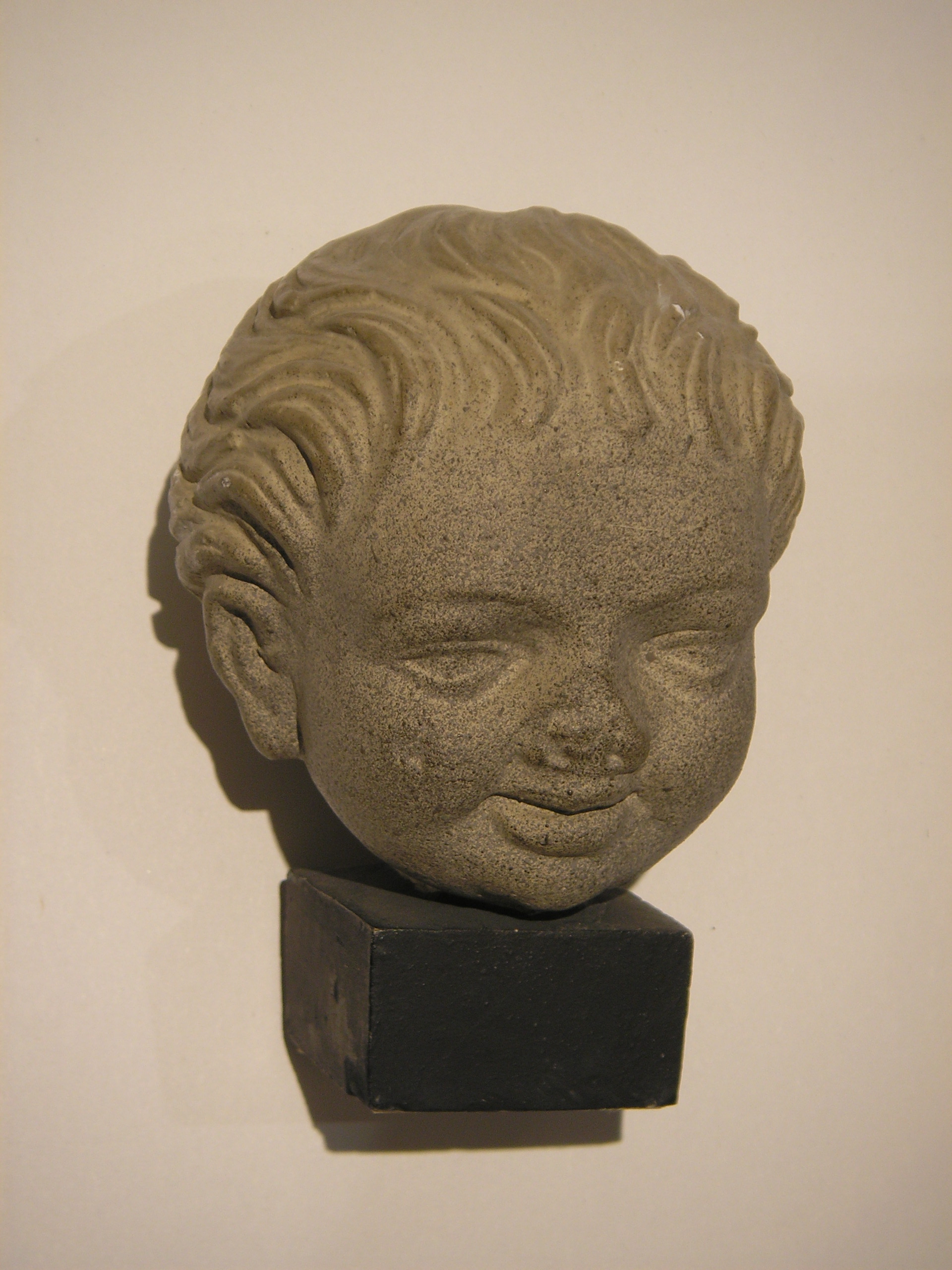